# Oost-Timor op de Olympische Zomerspelen 2020
Oost-Timor neemt deel aan de Olympische Zomerspelen 2020 in Tokio, Japan.

## Atleten
Hieronder volgt een overzicht van de atleten die zich reeds hebben verzekerd van deelname aan de Olympische Zomerspelen 2020.
| sport    | mannen | vrouwen | totaal |
| -------- | ------ | ------- | ------ |
| Atletiek | 1      | 0       | 1      |
| Zwemmen  | 1      | 1       | 2      |
| totaal   | 2      | 1       | 3      |

## Sporten

### Atletiek
Mannen
Loopnummers
| atleet             | onderdeel | series  | series | kwartfinale | kwartfinale | halve finale   | halve finale   | finale         | finale         |
| atleet             | onderdeel | tijd    | rang   | tijd        | rang        | tijd           | rang           | tijd           | rang           |
| ------------------ | --------- | ------- | ------ | ----------- | ----------- | -------------- | -------------- | -------------- | -------------- |
| Felisberto de Deus | 1500 m    | 3.51,03 | 16     | n.v.t.      | n.v.t.      | niet geplaatst | niet geplaatst | niet geplaatst | niet geplaatst |

### Zwemmen
Mannen
| atleet               | onderdeel       | series | series | halve finale   | halve finale   | finale         | finale         |
| atleet               | onderdeel       | tijd   | rang   | tijd           | rang           | tijd           | rang           |
| -------------------- | --------------- | ------ | ------ | -------------- | -------------- | -------------- | -------------- |
| José da Silva Viegas | 50 m vrije slag | 28,59  | 72     | niet geplaatst | niet geplaatst | niet geplaatst | niet geplaatst |

Vrouwen
| atlete         | onderdeel       | series | series | halve finale   | halve finale   | finale         | finale         |
| atlete         | onderdeel       | tijd   | rang   | tijd           | rang           | tijd           | rang           |
| -------------- | --------------- | ------ | ------ | -------------- | -------------- | -------------- | -------------- |
| Imelda Ximenes | 50 m vrije slag | 32,89  | 78     | niet geplaatst | niet geplaatst | niet geplaatst | niet geplaatst |